# Anderson Packers
Els Anderson Packers van ser un equip de l'NBA a Anderson (Indiana). Els Packers van jugar a la National Basketball League des del 1946 fins al 1949. Després varen jugar una temporada a l'NBA (1949-50) per acabar a la National Professional Basketball League, on va jugar la següent temporada i va desaparèixer.

## Evolució temporada a temporada
Notes: V = Victòries, D = Derrotes, % = Victòries-Derrotes %
| Temporada               | V                      | D                      | %                      | Playoffs               | Resultats              |
| Anderson Packers (NBL)  | Anderson Packers (NBL) | Anderson Packers (NBL) | Anderson Packers (NBL) | Anderson Packers (NBL) | Anderson Packers (NBL) |
| ----------------------- | ---------------------- | ---------------------- | ---------------------- | ---------------------- | ---------------------- |
| 1946-47                 | 24                     | 20                     | 0.545                  |                        |                        |
| 1947-48                 | 42                     | 18                     | 0.700                  | 4-2                    |                        |
| 1948-49                 | 49                     | 15                     | 0.766                  | 6-1                    | Campions de l'NBL      |
| Anderson Packers (NBA)  |                        |                        |                        |                        |                        |
| 1949-50                 | 37                     | 27                     | 0.578                  | 4-4                    | Eliminats a semifinals |
| Anderson Packers (NPBL) |                        |                        |                        |                        |                        |
| 1950-51                 |                        |                        |                        |                        |                        |